# Szelimije-mecset (Nicosia)
A Szelimije-mecset (görögül: Τέμενος Σελιμιγιέ; törökül: Selimiye Camii), történelmi nevén Szent Szófia-székesegyház vagy Ayasofya-mecset (Ayasofya Camii), egy mecsetté átalakított egykori keresztény székesegyház, amely Nicosia történelmi óvárosában, a zöld vonaltól északra, Észak-Ciprus fennhatósági területén található. Történelmileg ez volt Ciprus szigetének fő mecsete. A Szelimije-mecset Ciprus legnagyobb és legrégebbi fennmaradt gótikus templomában (belső méretei: 66 X 21 m) található, amely valószínűleg egy korábbi bizánci templom helyén épült.
A mecset összesen 2500 hívő befogadására alkalmas, az istentiszteletre rendelkezésre álló területe 1750 m². Ez a legnagyobb fennmaradt történelmi épület Nicosiában, és a források szerint „ez lehetett a legnagyobb templom, amely az iszlám felemelkedése és a késő oszmán időszak közötti évezredben épült a Földközi-tenger keleti részén.” Az épület szolgált egykor a ciprusi királyok koronázó templomaként. 

## Története

### A bizánci időszak
A székesegyház neve a Hagia Szophia szóból származik, ami görögül „Szent Bölcsességet” jelent. Kevork K. Keshishian szerint a székesegyház Szent Bölcsességnek való szentelése az egykori bizánci székesegyház maradványa, amely ugyanezen a helyen állt, azonban ilyen székesegyház nincs a bizánci forrásokban, és nem kapcsolódik egyetlen feltárt romhoz sem. Ennek ellenére van bizonyíték egy ilyen székesegyház létezésére; egy 11. századi kézirat említi egy Szent Bölcsességnek szentelt püspöki templom létezését a városban.

### Az építkezés és a frank korszak
Azt még máig sem lehet pontosan tudni, mikor kezdődött a jelenlegi székesegyház építése, lehet, hogy fokozatosan váltotta fel görög elődjét, vagy melléje épült. 1209-re teszik az alapkőletétel dátumát, és az ezért felelős latin nicosiai érsek neve a különböző forrásokban Thierry vagy Albert. Vannak olyan állítások, amelyek korábbi kezdeti időpontra utalnak, és még a templomos lovagok is tehettek némi erőfeszítést egy új székesegyház építésére rövid 1191-92-es uralmuk alatt. Eustorge de Montaigu érsek (uralkodott 1217 és 1250 között) uralkodásának első évei alatt az építkezés feltehetően felgyorsult. 1228-ra a templom Eustorge alatt nagyrészt befejeződött. Bár egyes forrásokban úgy tartják, hogy IX. Lajos francia királynak a hetedik keresztes hadjáratra való 1248-as ciprusi érkezése lendületet adott az építkezésnek, nincs bizonyíték ennek az állításnak az alátámasztására. 13. század végére elkészültek az oldalhajók és a főhajó nagy része.
A 13. és 14. században a székesegyházat kétszer, 1267-ben és 1303-ban is földrengés rongálta meg. Az 1267-es földrengés jelentős késedelmet okozott a főhajó építésében. 1319-ig Giovanni del Conte érsek felügyelte a főhajó és a narthex befejezését, 1319-től 1326-ig pedig a középső hajó, a karzati támpillérek, a homlokzat és a négyezet építését. Ő kezdeményezte a székesegyház freskókkal, szobrokkal, márványparavánokkal és falfestményekkel való díszítését is. 1326-ban a székesegyházat végül felszentelték és nagy ünnepség keretében hivatalosan is felavatták.
A Lusignan-uralom idején a székesegyház a ciprusi királyok koronázótemplomaként szolgált. Famagusta genovai meghódítása után szintén a jeruzsálemi Lusignan királyok, végül pedig az örményországi Lusignan királyok koronázótemploma lett. 1310-ben a templomos lovagok próbatermének is otthont adott.
Bár a székesegyházat felszentelték, az épület még mindig befejezetlen volt, és 1347-ben IV. Kelemen pápa pápai bullát adott ki a székesegyház befejezésére és felújítására, mivel földrengés sújtotta. A bulla 100 napos búcsút adott azoknak, akik részt vettek a székesegyház befejezésében, azonban ez az erőfeszítés nem érte el célját. Ekkor épült meg a portikusz és az északnyugati torony, és a nyugati fal három kapuját is felékesítették. A domborműveken királyokat, prófétákat, apostolokat és püspököket ábrázoltak három boltívben.
1359-ben a ciprusi pápai legátus, Péter Tamás összegyűjtötte a székesegyházban Ciprus összes görögkeleti püspökét, bezárta őket, és prédikálni kezdett, hogy megtérítse őket. A székesegyházból hallatszó kiabálás hangja nagy tömeget gyűjtött össze a székesegyház előtt, amely hamarosan lázadásba kezdett a papok kiszabadítása érdekében, és felgyújtotta a székesegyház ajtaját. A király elrendelte a prédikátor megmentését a csőcseléktől, akit később megrovásban részesítettek, és a püspökök kiszabadították.
1373-ban a székesegyház a Cipruson végrehajtott genovai portyák során károkat szenvedett.

### A velencei időszak
Az 1491-es ciprusi földrengés súlyosan megrongálta a székesegyházat. Egy idelátogató zarándok leírta, hogy a kórus nagy része leomlott, a kórus mögötti szentségi kápolna elpusztult, és megrongálódott egy sír, amely állítólag III. Hugó ciprusi királyé volt, felfedve épségben maradt, királyi ruhába öltözött testét és arany ékszereit. Az aranykincset a velenceiek vitték el. A velencei szenátus elrendelte a károk helyreállítását, és külön bizottságot állított fel, amely évi 250 dukátos hozzájárulást adóztatott az érsektől. A javítás nagyon kiterjedt és alapos volt; 1507-ben Pierre Mésenge azt írta, hogy annak ellenére, hogy az épületet 20 vagy 22 évvel ezelőtt „teljesen lerombolták”, látogatásának idején már nagyon szép állapotú lett.
Amikor a velenceiek felépítették Nicosia erődfalait, a Szent Szófia-székesegyház lett a város központja. Ez a középkori európai katedrálisok helyzetét tükrözte, amelyek köré a várost formálták.

## Építészeti jellemzői
A kórus ugyan rendelkezik szentélykörüljáróval, viszont nincsen apsziskápolnája. Ez a párizsi Notre-Dame-székesegyház tervét követi, amely viszont számos más székesegyházra is hatással volt, köztük a Thierry érsek szülővárosában, Mantes-la-Jolie-ban álló Notre Dame de Mantes-re. A kereszthajók az oldalhajókkal azonos magasságú kápolnákból állnak, és a szentélykörüljárótól nyugatra lévő második boltozathoz csatlakoznak. Ez követi a poitiers-i székesegyház alaprajzát, amely a franciaországi Lusignan városának, a Lusignan-ház szülővárosának püspöki temploma. Az északi és a déli bejárat eredetileg a hajó negyedik boltozatában volt, bár az oszmánok által épített Aziziye-kapu a székesegyház keleti végében található. A kezdeti elrendezés feltehetően a sensi székesegyház mintájára készült.

## Fordítás
- Ez a szócikk részben vagy egészben  a   Selimiye Mosque, Nicosia című angol Wikipédia-szócikk ezen változatának fordításán alapul.  Az eredeti cikk szerkesztőit annak laptörténete sorolja fel. Ez a jelzés csupán a megfogalmazás eredetét és a szerzői jogokat jelzi, nem szolgál a cikkben szereplő információk forrásmegjelöléseként.